# Сінгапурське повстання
Сінгапурське повстання, Повстання сипаїв 1915 (англ. 1915 Singapore Mutiny) в якому брали участь 850 сипаїв проти британських військ під час Першої світової війни. Повстання тривало близько семи днів і призвело до загибелі 47 британських солдатів і місцевих жителів, перш ніж воно було придушене силами британських загонів і десанту моряків з кораблів союзних Британії держав: російського допоміжного крейсера «Орел», французького крейсера «Монкальм» та японських крейсерів «Отова» та «Цусіма». Ця подія застала британська влада зненацька і потрясла основи британського панування в Сінгапурі.

## Історія
З 23 лютого до 15 травня 1915 працювала таємна слідча комісія, але причину повстання так і не було встановлено. Слідство вирішило, що бунтівників спровокували агенти.
Понад 200 сипаїв було засуджено військово-польовим судом, а 47 осіб було страчено, зокрема Кассим Мансур. Нур Алам Шах не був відданий суду, хоча його викрили як активного діяча індійського націоналістичного руху, пов'язаного з партією Гадар.